# Praterbrücke

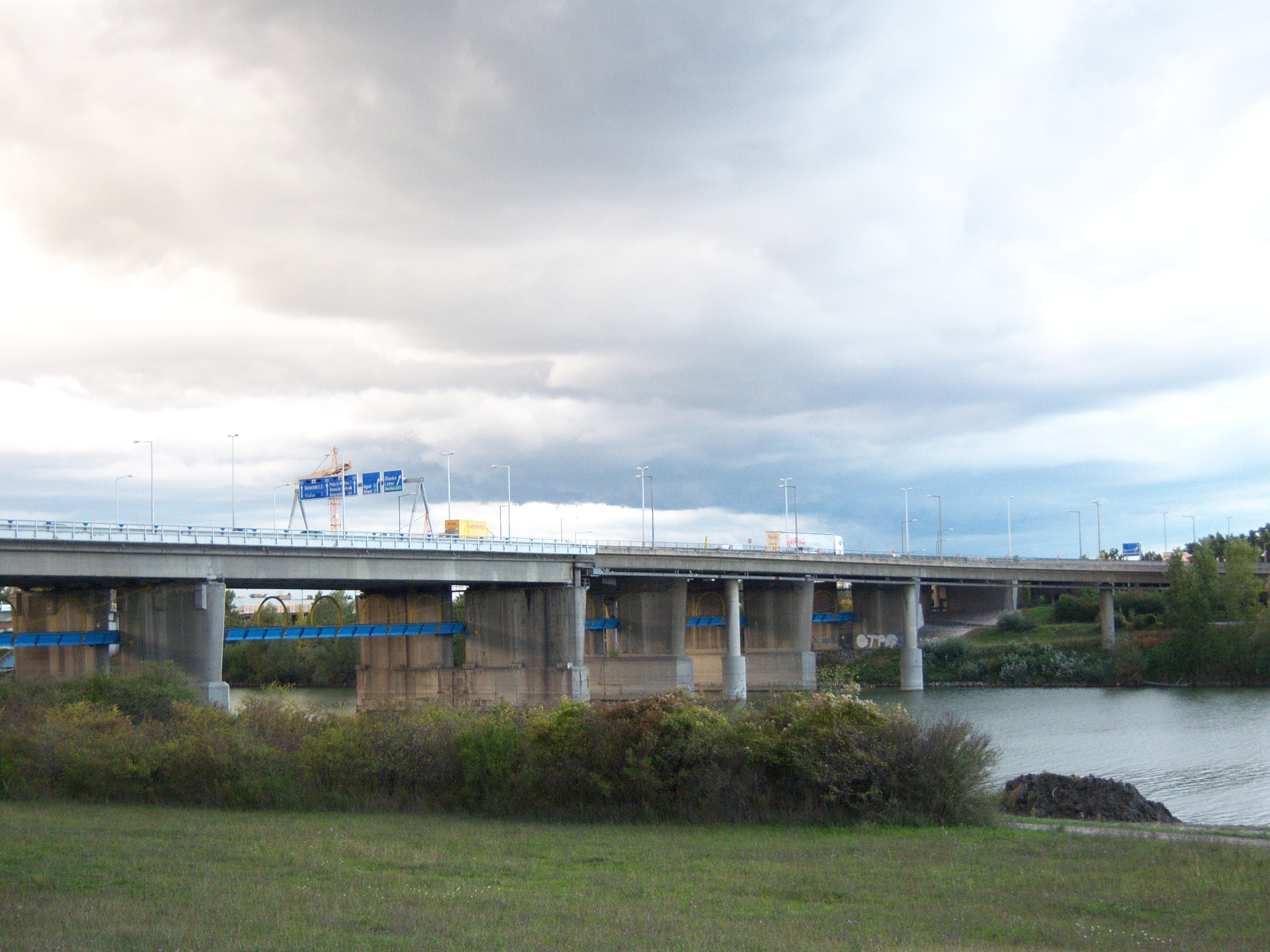
Die Praterbrücke über der Neuen Donau

Die Praterbrücke ist eine achtspurige Autobahnbrücke, die über die Donau in Wien führt. Sie verbindet bei Stromkilometer 1.925,8 den 2. (Leopoldstadt) und den 22. Wiener Gemeindebezirk (Donaustadt). Sie ist ein Teilstück der Südost-Tangente (A 23) und besteht aus einem die Donau überspannenden Stahltragwerk sowie aus Spannbetontragwerken, welche die angrenzende Donauinsel und Neue Donau überqueren. Die Brücke wird täglich von rund 200.000 Fahrzeugen befahren, was sie zu der am stärksten befahrene Brücke Österreichs macht.

## Geschichte
Die Praterbrücke wurde von 1967 bis 1970 mit sechs Fahrspuren (drei in jede Richtung) erbaut. Während der Montage traten durch raschen Temperaturwechsel in den Nachtstunden derart hohe Spannungen auf, dass das Stahltragwerk am 5. November 1969 an zwei Stellen einknickte und die Baustelle einschließlich der darunter liegenden Verkehrswege (Straße, Bahn, Fluss) wegen Einsturzgefahr gesperrt werden musste. Mittels eingeschweißter Träger, die beide Knickstellen überbrücken, wurde die Tragfähigkeit wiederhergestellt, sodass die Praterbrücke am 22. Dezember 1970 für den Verkehr freigegeben werden konnte. Die Auswirkungen der Knicke blieben jedoch durch eine leichte Senkung in den Fahrbahnen auf der Brücke erkennbar. Die Brücke wurde nach diesem Vorfall im Alltag kurze Zeit auch „Knickbrücke“ genannt.
Durch den Bau des Kraftwerkes Freudenau und den damit verbundenen Aufstau der Donau musste die Brücke 1996/1997 um 1,8 Meter angehoben werden. Während der Bauarbeiten wurden Richtung Süden zwei von drei Kfz-Fahrspuren über die eigens dafür gebaute Donaustadtbrücke umgeleitet.
Außerdem wurden eine weitere Fahrspur je Richtung und neue Geh- und Radwege errichtet. Diese liegen regengeschützt unter der Fahrbahn: Der nördliche Radweg befindet sich (orografisch im linken Abschnitt über die Neue Donau) auf einem eigenen Hängebrücken-Tragwerk in der Mitte der Brückenlängsachse so stark abgesenkt, dass relativ ebene Anbindungen an die Ufer möglich wurden. Der südliche Abschnitt (über die Donau) liegt oberwasserseitig – wegen der Schifffahrt – deutlich höher und neben dem Kastenprofil der Brücke, vom auskragenden Fahrbahnrand überdacht. Seine Verbindung zum linken Donauufer (zur Donauinsel) erfolgt über eine mehrfach gewendelte Rampe, die aufgrund relativ großer Steigung, engem Kurvenradius und etwa 10 m Höhenunterschied für schwere Fahrradgespanne und Inline-Skater insbesondere bergab eine (brems-)technische Herausforderung darstellt.
Die Donaustadtbrücke wurde nach Abschluss der Bauarbeiten für die Autobuslinien 83A und 84A genützt, die auf diese Weise die Donau überqueren konnten, ohne durch den Autobahnverkehr auf der Praterbrücke und mögliche Verkehrsstaus behindert zu werden. Nachdem die Donaustadtbrücke ab 2006 zur U-Bahn-Brücke wurde, verkehrten die Linienbusse wieder über die Praterbrücke. Am 2. Oktober 2010 wurden im Zuge der Verlängerung der U-Bahn-Linie U2 diese Buslinien eingestellt, seither verkehrt kein öffentliches Verkehrsmittel (ausgenommen internationale Fernbuslinien) mehr über die Praterbrücke.
Im Frühjahr 2015 wurde mit der Generalsanierung der Praterbrücke begonnen, die im 2017 abgeschlossen wurde. Die seit der Eröffnung vorhandene Fahrbahnsenkung im südlichen Teil blieb dabei bestehen.